# Oligodon splendidus
Espèce
Synonymes
- Simotes splendidus Günther, 1875

Statut de conservation UICN

 LC  : Préoccupation mineure
Oligodon splendidus est une espèce de serpent de la famille des Colubridae.

## Répartition
Cette espèce est endémique de Birmanie.

## Description
Dans sa description Günther indique que le spécimen en sa possession mesure 51 cm dont 6,5 mm pour la queue. Son dos est blanc jaunâtre et présente seize grandes taches oblongues gris bleuté, chacune cerclée de noir et de jaune brillant. La queue est marquée d'une ligne longitudinale jaune. Sa face ventrale est blanche avec une série irrégulière de petites taches noires.

## Étymologie
Son nom d'espèce, du latin splendĭdus, «  brillant,  resplendissant », lui a été donné en référence à sa livrée.

## Publication originale
- Günther, 1875 : Second Report on Collections of Indian Reptiles obtained by the British Museum. Proceedings of the Zoological Society of London, vol. 1875, p. 224-234 (texte intégral).